# Гідразиди
Гідрази́ди (англ. hydrazides) — органічні сполуки, похідні кисневмісних кислот RkE(=O)n(OH)m (n≠0) внаслідок формального заміщення -ОН на -NRNR2 (R групами зазвичай є H), як у карбогідразидах RC(=O)NHNH2, сульфоногідразидах RS(=O)2NHNH2 та у фосфонодигідразидах (англ. phosphonic dihydrazides) RP(=O)(NHNH2)2.
Слабкі основи, відновлюють реактив Фелінга з виділенням азоту, з альдегідами утворюють гідразони.